# Powstanie w Brescii
Powstanie w Brescii – jeden z epizodów Wiosny Ludów, który miał miejsce w dniach 23 marca – 1 kwietnia 1849 roku.
Powodem wybuchu powstania w Brescii w marcu 1849 roku było nałożenie przez władze austriackie wysokiej kontrybucji na miasto. Na ulicach wybuchły walki, które doprowadziły do wycofania się z Brescii 20-tysięcznego garnizonu austriackiego. Wycofujący się Austriacy ostrzelali miasto z artylerii a dnia 30 marca otoczyli Brescię. 1 kwietnia austriacki generał Julius Jacob von Haynau nakazał szturm, który zakończył się rzezią mieszkańców oraz splądrowaniem Brescii. Straty austriackie wyniosły 326 ludzi.